# Monardia cinerascens
Monardia cinerascens är en tvåvingeart som först beskrevs av Ewald Rübsaamen 1926.  Monardia cinerascens ingår i släktet Monardia och familjen gallmyggor. Inga underarter finns listade i Catalogue of Life.